# Triepeolus mensae
Triepeolus mensae là một loài Hymenoptera trong họ Apidae. Loài này được Cockerell mô tả khoa học năm 1924.